# 錯誤記憶
在心理学上，错误记忆（英語：False memory）或虛假記憶是指一个人回忆起没有发生过的事情，或者回忆起的事情与实际发生的方式不同的现象。暗示性、激活相关信息、纳入错误信息和来源错误归因被认为是各种类型的错误记忆现象的几种机制。
虚假记忆是假记忆体综合征（FMS）的一个组成部分 。

## 曼德拉效应

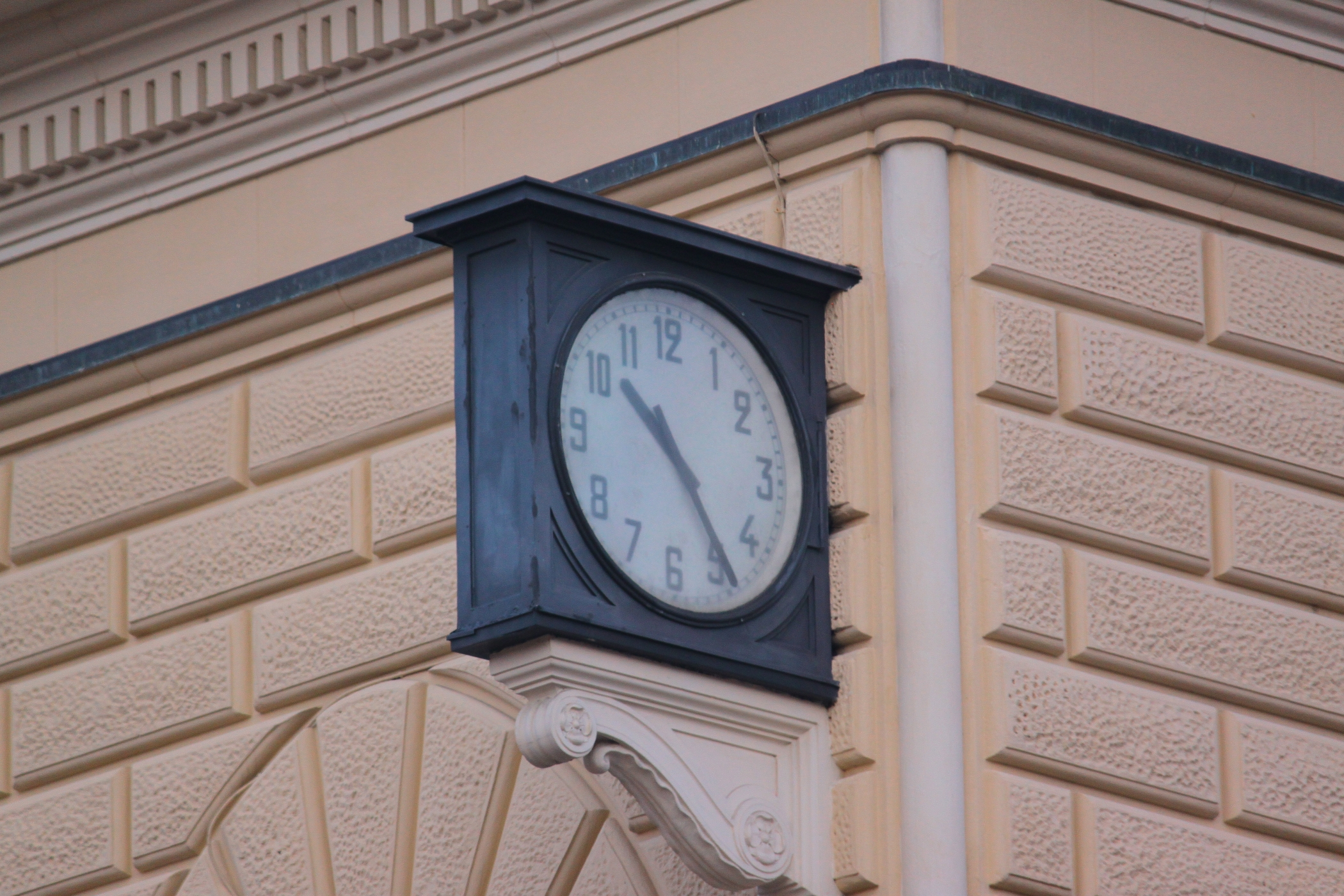
博洛尼亞中央車站的时钟，是一个集体错误记忆的主题。

虚假的记忆有时会被多人分享。这有时被称为曼德拉效应，一个突出的例子来自2010年的一项研究，该研究对熟悉博洛尼亞中央車站时钟的人进行了调查，该时钟在1980年8月的博洛尼亚大屠杀爆炸事件中被损坏。在研究中，92%的受访者聲稱自爆炸事件后时钟一直停摆，而事实上，时钟在袭击发生后不久就被修复了。几年后，时钟又被停了下来，并被设定为爆炸案的时间，以纪念和缅怀爆炸案。 其他此类例子还包括记忆中贝伦斯坦熊（Berenstain Bears）的名字被拼成了贝伦斯坦（Berenstein），美国服装品牌织布机果实（Fruit of the Loom）的标志上有一个玉米花，以及1990年代存在一部名为《Shazaam》的电影，由喜剧演员辛巴达主演的精灵。

## 预设和误导效应
预设是通过选择的语言进行暗示。如有人问："钱包是什么蓝色紋？"，问话者翻译过来就是："钱包是蓝色的，那是甚麼紋?" 这个问题的措辞为回答者提供了一个所谓的 "事实"。这种预设产生了两种不同的效果之一：真实效果和虚假效果。
- 在真实效果中，暗示是准确的：钱包真的是蓝色的。这使得受访者的回忆更强烈，更容易获得，也更容易推断。如果提示说钱包是蓝色的，受访者更容易记住钱包是蓝色的，而不是提示没有说。
- 在虚假效应中，暗示实际上是错误的：尽管问题问的是什么颜色的蓝色，但钱包不是蓝色的。这就使答题者相信其真实性（即钱包是蓝色的），从而影响他们的记忆。它还可以改变对以后问题的回答，使其与错误暗示保持一致。

不管这种影响是真还是假，受答者都在试图符合所提供的信息，因为他们认为它是真的。
Loftus对语言操纵研究的元分析表明，错误信息效应在人类记忆的回忆过程和产品中占有一席之地。即使是一个问题中最小的调整，如在所谓的记忆之前的文章，也会改变反应。例如，曾问某人是否看到了 "the "站牌，而不是 "a "站牌，这就为回答者提供了一个预设，即在现场有一个站牌。这种预设增加了回答说他们确实看到过停车标志的人数。
对话或问话中使用的动词的强度也对记忆有类似的影响；例如，遇见、碰撞、撞击或粉碎这些词都会使人们对车祸的记忆强度不同。撞、抓、打、摸这些词在性骚扰的观察者的记忆中，如果事后被问及，都会描绘出不同的人的形象。词语越强烈，记忆中的经历再现就越强烈。这反过来又会引发进一步的虚假记忆，以更好地符合所创造的记忆（改变一个人的长相或事故发生前车辆行驶的速度）。

## 延伸閲讀
- Bjorklund, D. F. (2014). False-memory Creation in Children and Adults: Theory, Research, and Implications. Psychology Press. ISBN 9781138003224
- Conway, M. A. (1997). Recovered Memories and False Memories. Oxford University Press.
- French, C.  (PDF). Journal of Consciousness Studies. 2003, 10: 153–174. ISSN 1355-8250. （原始内容 (PDF)存档于13 March 2013）.
- Roediger, Henry L.; Marsh, Elizabeth J. . Scholarpedia. 2009, 4 (8): 3858. Bibcode:2009SchpJ...4.3858I. doi:10.4249/scholarpedia.3858.
- Schacter, D. L; Curran, T. . Psychiatric Annals. 1995, 25 (12): 727–731. doi:10.3928/0048-5713-19951201-08.